# Tofiq Bähramov-stadion
Tofiq Bähramov-stadion (azerbajdzjanska: Tofiq Bəhramov adına Respublika Stadionu, Tofiq Bähramov adyna Respublika Stadionu) är ett fotbollsstadion i Azerbajdzjans huvudstad Baku, samt landets nationalarena. I dag används stadion främst för fotbollsmatcher. Den är hemmaarena till FK Baku, Azerbajdzjans herrlandslag i fotboll och den har en kapacitet på 30 000 åskådare, vilket gör den till Azerbajdzjans största arena.
Stadion byggdes år 1951. Konstruktionen inleddes före andra världskriget år 1939, men bygget sköts upp på grund av kriget. När bygget återupptogs slutfördes det av tyska krigsfångar. Initialt döptes stadion efter Josef Stalin och byggt i formen av ett C (kyrilliska: Cтaлин). Efter den tjugonde partikongressen i Sovjet år 1956 döptes stadion om efter Vladimir Lenin. Efter Azerbajdzjans självständighet från Sovjetunionen döptes stadion år 1993 om efter den kända azeriska fotbollsdomaren Tofiq Bähramov, som avlidit samma år.